# Лист 5000
«Лист 5000» — звернення до Генерального прокурора Росії 2005 року, написане російським націоналістом і монархістом Михайлом Назаровим, яке переросло у «відкрите колективне» та підписане 5000 російськими націоналістичними діячами з різкою критикою поведінки ряду євреїв і єврейських спільнот Російської Федерації, а також ряду юдейських діячів і організацій. В листі перед прокуратурою була поставлена вимога провести прокурорське розслідування на предмет порушення книгою «Кіцур Шульхан Арух» (включно як видання її російського перекладу, так і вивчення в релігійних школах її повного тексту) статей Кримінального Кодексу РФ. Лист викликав широкий резонанс і дискусію у пресі Росії.

В результаті Басманна міжрайонна прокуратура Москви у своїй постанові від 24 червня 2005 року прийняла таке рішення:
Беручи до уваги, що в ході перевірки у зв'язку з виданням і поширенням книги «Кіцур Шулхан Арух» не встановлено умисел на порушення в суспільстві національної та релігійної ворожнечі, приниження людської гідності за ознаками національної та релігійної приналежності, публікація та розповсюдження даної книги не утворює складу злочину, передбаченого ч. 1 ст. 282 КК РФ.
«Лист 5000» викликав міжнародний скандал. Ряд російських організацій назвали Назарова «антисемітом та нацистом».
Своєю чергою, Михайло Назаров розцінив ці висловлювання як наклепницькі та образливі і подав заяву в суд. Але Басманний районний суд Москви 11 квітня 2006 року відмовив Назарову у всіх його позовних вимогах в повному обсязі.

## Виноски
1. ↑  Постановление Басманной межрайонной прокуратуры г. Москвы от 24.06.2005. Архів оригіналу за 29 жовтня 2007. Процитовано 28 листопада 2016.